# 再也不誘拐了
《再也不誘拐了》是富士電視台2012年的新春特別電視劇，改編自人氣小說家東川篤哉的同名小說作品。電視劇於2012年1月3日晚上9時播出，平均收視率為13.7%（關東地區）。

## 概要
由日本組合嵐成員大野智飾演的打工仔樽井翔太郎，從小到大也夢想著能夠成為「超級英雄」。某一天，他偶然遇見黑道家族花園一家的二小姐花園繪里香（新垣結衣飾），並受到她的委託，計劃了一場假的綁架事件。

## 角色分配

### 主要角色
- 樽井 翔太郎（Tarui Shoutarou）（29） ：大野智（嵐）

來自山口縣下關市，是一位當著小演員的普通打工仔。小時候開始，他已經憧憬要當個英雄，於是抱著這個心願來到東京。他在英雄劇場內飾演不起眼的角色，對於現狀感到不安和無奈。
- 花園繪里香（21）：新垣結衣

「花園一家」的二小姐，是位女大學生。在翔太郎得知其家庭複雜的狀況後，表示希望能為她出一分力，於是繪里香便委託他將自己綁架。
- 甲本一樹（30）：佐藤隆太

翔太郎家鄉的高中前輩，以「萬事通」自居。他讓翔太郎暫居在自己家，並為他介紹了賣烤蕃薯的工作。
- 花園臯月（28）：貫地谷詩穗梨

繪里香的姐姐。考慮著是否應為了延續「花園一家」而結婚，對於山部有著傾慕之情。
- 白石浩大：安田章大（關西傑尼斯8）

「花園一家」組員，負責接送繪里香上下課。
- 黑木剛史：高嶋政宏

「花園一家」組員，負責接送繪里香上下課。
- 菅田敏明：柄本時生

「花園一家」組員，對繪里香抱有好感。
- 平戶修平：木村了

「花園一家」組員。
- 龍川潤子（28）：山口紗弥加

警察，與臯月從小學時期起已經是好朋友。
- 加藤祐樹：中尾明慶

新進警官。
- 荒井詩緒里：久家心

繪里香同母異父的妹妹。病重狀態，要是不動手術便有生命危險。
- 高澤裕也：要潤

「花園一家」的No.2。
- 安川忠雄：高橋克實

「安川興業」的老大，與周五郎稱兄道弟。
- 花園周五郎：北大路欣也

「花園組」的老大。在手下面前一副嚴肅的樣子，但卻十分寵愛繪里香，甚至過份保護她。

### 客串
- 山部勢司（30）：成宮寬貴

「花園一家」的No.3，是臯月學生時代的學長。
- 影山：櫻井翔（嵐）

2011年10月開始播放的電視連續劇《推理要在晚餐後》的主角，是全球大企業「寶生集團」的執事。他打扮成占卜師、默默守護著正在查案的大小姐麗子途中，向翔太郎提出了忠告。
- 時多駿太郎：松本潤（嵐）

2012年1月開始播放的電視連續劇《Lucky Seven》（女王偵探社）的主角，在英雄劇場中代班、飾演「光速戰士Sliderman」。
- 教師：福田沙紀

翔太郎的老師。在課堂間讓翔太郎念出了題目為「將來的夢想」的作文。
- Sliderman ：竹中直人

在英雄劇場中飾演「光速戰士Sliderman」的中年演員。
- 劇場負責人：生瀨勝久

英雄劇場的負責人。
- 年輕人A ：田中圭

英雄劇場中飾演壞人的小演員。
- 咖啡店老闆：田中要次
- 雜貨店老闆娘：佐佐木澄江
- 拉麵店大廚：宇梶剛士

以上3人皆以經濟不景氣的理由拒絕雇用翔太郎。
- 荒井真由子：横山惠

周五郎的第2任前妻。與周五郎離婚後再婚，生下女兒詩緒里。
- 竹村謙二郎：渡邊一惠

「竹村印刷」社長。
- 花店外送員：松村邦洋
- 宅急便配送員：髙田延彦

## 幕後團隊
- 劇本：古家和尚
- 導演：佐藤祐市（共同電視台）
- 音樂：瀨川英史
- 「Sliderman」主題音樂作詞、作曲、主唱：金剛地武志
- 山口方言指導：西丸亮
- 槍彈特效：BIGSHOT
- 特技協調：釼持誠
- 編輯企劃：成河廣明、瀧澤航一郎
- 企劃統籌：瀧山麻土香
- 製片人：高丸雅隆（共同電視台）、江森浩子（共同電視台）
- 製作：富士電視台
- 製作出品：共同電視台

## 脚注
1. . www.zoommovie.com.   [2024-11-08]. （原始内容存档于2025-01-24） （中文（中国大陆））.
2. ↑  .   [2012-03-24]. （原始内容存档于2012-03-17）.
3. ↑  .   [2012-03-24]. （原始内容存档于2020-08-13）.

## 外部連結
- 官方網站